# Києвичі
Києвичі — напівлегендарна династія ранньосередньовічних полянських правителів Києва.
Деякі дослідники довіряють літописним звісткам про Київичів, і таким чином вважають що вони правили полянами з другої третини V ст. до IX століття. Першими представниками цієї династії у полян були легендарні засновники Києва — Кий, Щек, Хорив і їхня сестра Либідь. Від імені старшого з братів і пішла назва роду.
Останнього гіпотетичного Києвича Аскольда було вбито 882 року варягами, очолюваними Олегом. Окрім Аскольда до династії належав і його попередник чи сучасник, Дір. Також є версія, що насправді Аскольд і Дір це одна особа. Наразі обмеженість джерел не дає підстав для остаточного вирішення питання історичності династії та належності до неї як князя Аскольда, так і його можливого попередника Діра.

## Етимологія
Етимологію антропоніму «Кий», за яким названо династію, досить впевнено пов'язують з іранськими мовами:
Кий < іран. Kūya < авест. *kaoya.

## Гіпотези
Щодо Кия та започаткованої ним династії висловлено декілька гіпотез. Згідно найбільш поширеної гіпотези Кий був слов'янським князем V—VI століть, його нащадки — очільники східнословянського племені полян.

### Гіпотеза Брайчевського
Гіпотезу М. Ю. Брайчевського побудовано на досить популярному у радянській науці ототожненні Кия з Куаром Зеноба Ґлака та Кувером візантійських хронік.
| «…біографія реального Кия — Куара — Кувера має історично зумовлений характер. 30-ті роки в історії слов'янських народів, як ми вже знаємо, справді були переломним етапом. На заході внаслідок упертої боротьби проти аварської зверхності виникає держава Само; на сході — Київська Русь… Нащадком того напівлегендарного Кия—Куара—Кувера і був Аскольд.» |
Датування життя й діяльності Кия припустиме, як і ототожнення Кий — Куар. Пов'язування Кувера з Києм сумнівне, першого наразі переважно пов'язують з протоболгарами.

### Хорезмійська гіпотеза Топорова
В. М. Топоров, безпосередньо не торкаючись теми династії Києвичів, виклав власну гіпотезу щодо походження топоніму «Київ» (наразі активно підтримується О. Пріцаком), а саме:
| «…було проаналізовано повідомлення Аль Масуді щодо хозарського війська та його ватажка, зведеного у ранг вазіра, на ім'я Aḥmadu 'bnu Kūyah, тобто Ахмад, син Куї. Враховуючи спадковий характер цієї посади, можна припустити, що Ахмаду на цій посаді передував його батько Куя, який займав це місце в останні десятиліття IX ст. та на початку Х ст. у Києві.» |
Тобто, на думку Топорова, династії Києвичів не існувало, а назва Києва походить від імені лідера хорезмійського війська, яке перебувало на службі у хозар.
Власне, автор констатує і факт того, що запропонована ним гіпотеза суперечить наявним епіграфічним матеріалам (відомі Куар, Мелтей та Хореан «Історії Тарона»). Неодноразово зверталася увага на те, що подібна побудова абсолютно суперечить археологічним пам'яткам. Певну суперечність викликає і той факт, що Олег Віщий захопив саме Київ (за літописами), не інший «градок», який згодом буде названо на честь хорезмійського очільника. Навіть враховуючи вельми ймовірне припущення щодо пізнішого затвердження варягів Ігоря у Києві (не раніше 930-их рр.), для визначення персони батька Aḥmadu 'bnu Kūyah та його можливих зв'язків з Києвом, а разом з цим і відповідності всієї побудови В. М. Топорова, інформації Аль Масуді замало. Тим більше ця гіпотеза втрачає взагалі будь-який сенс, якщо припущення про появу хорезмійського війська у хозар близько межі IX—X ст.ст. знайде подальші підтвердження.

## Київичі удавньоруських літописах
«А по сих братах почав рід їхній держати княжіння в полян».

## Києвичі уЯна Длугоша
«Згодом, по смерті Кия, Щека та Корева, їх сини та нащадки, спадкуючи, княжили у руських багато років, доки таке успадкування не привело до двох рідних братів — Оскальда та Діра.»